# USS Guam (CB-2)
USS Guam (CB-2) a fost un crucișător de dimensiuni mari din clasa Alaska care a servit Marina Statelor Unite spre sfârșitul celui de-al Doilea Război Mondial. A fost a doua și ultima navă din această clasă care a fost construită (prima fiind USS Alaska (CB-1)). Nava era al doilea vas al US Navy care a fost numit după insula Guam, un teritoriu american în Pacific. Deoarece a fost disponibilă abia spre sfârșitul războiului, Guam a servit relativ puțin timp. Ea a participat la operațiunile din Iwo Jima (vezi Bătălia de la Iwo Jima) și Okinawa (vezi Bătălia de la Okinawa) între martie-iulie 1945, incluzând apărarea antiaeriană a grupului de sprijin al unui portavion și efecutarea unor bombardamente pe coastă. În iulie-august 1945 a participat la operații contra navelor de transport japoneze în China de Est și Marea Galbenă. După sfârșitul războiului a servit la operațiunile militare pentru ocuparea Coreei și a transportat un număr de soldați americani înapoi în SUA. A fost retrasă din serviciu în februarie 1947 și plasată în rezervă, unde a rămas până în 1960, când a fost scoasă din evidență și vândută ca fier vechi în anul ce a urmat.

## Descriere și construcție

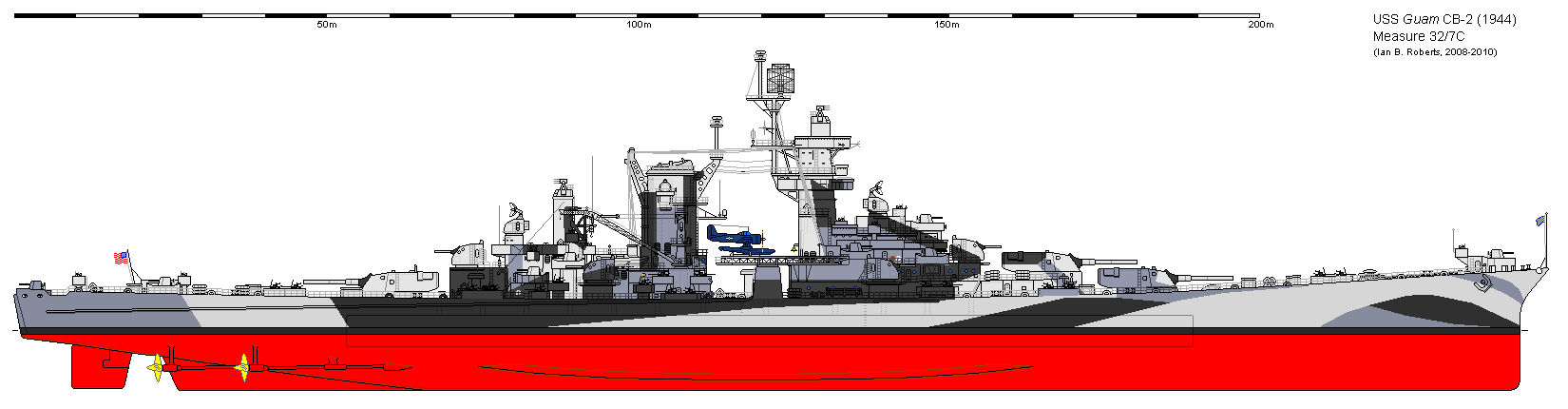
Structura lui Guam din 1944

Construcția navei Guam a fost legiferată prin Actul de Extindere a Flotei din 19 iulie 1940, iar nava a fost comandată la 9 septembrie. Construcția ei a început la 2 februarie 1942 la New York Shipbuilding, în Camden, New Jersey. A fost lansată la 12 noiembrie 1943, după care s-a făcut amenajarea. Nava a fost terminată în septembrie 1944, fiind dată în serviciu Marinei SUA la 17 septembrie, sub comanda căpitanului Leland Lovette. La terminarea ei, Guam a costat Marina SUA 67.053.828 dolari americani.
Nava avea o lungime de 246,43 m, o lățime de 27,76 m și un pescaj de 9,7 m. Avea un deplasament de 30 257 tone standard și 34 803 tone încărcată la maxim. Nava era propulsată de patru elice acționate de turbine cu abur General Electric. Aburul necesar turbinelor era produs de opt cazane Babcock & Wilcox funcționând cu păcură. Turbinele furnizau la arbore o putere de 150 000 CP (110 000 kW), ce asigura o viteză maximă de 33 noduri (61 km/h). Nava avea o autonomie de 12 000 mm (22 000 km) la o viteză de 15 noduri (28 km/h). Nava dispunea de patru hidroavioane adăpostite în două hangare, pentru lansarea cărora era echipată cu o pereche de catapulte montate la mijlocul navei.
Armamentul principal al navei era format din 9 tunuri Mark 8 L/50 de 305 mm grupate în trei turele triple, două în față (a doua la un nivel mai înalt decât prima) și una la pupa suprastructurii. Armamentul secundar consta din douăsprezece tunuri jumelate L/38 de 127 mm, în șase turele amplasate simetric. Două erau amplasate în axul navei deasupra turelelor principale, una la prova și una la pupa suprastructurii, iar restul de patru turele era amplasate în colțurile suprastructurii. Armamentul antiaerian consta în 56 de tunuri Bofors de 40 mm cvadruple și 34 de tunuri Oerlikon de 20 mm individuale. Conducerea focului armamentului principal era asigurată de două sisteme de tip Mk 34, a tunurilor de 127 mm de două sisteme de tip Mk 37, iar a tunurilor de 40 mm de un sistem de tip Mk 57. Centura  cuirasată avea o grosime de 229 mm, iar blindajul frontal al turelelor era de 325 mm. Puntea principală cuirasată avea o grosime de 102 mm.
Construcția lui Guam a început la 2 februarie 1942, de către New York Shipbuilding Corporation, în Camden, New Jersey. A fost lansată la 12 noiembrie 1943, și dată în serviciu pe 17 septembrie 1944. Nava a primit primele avioane SC Seahawk operaționale în octombrie.

## Istoricul serviciului
Guam  a părăsit Philadelphia la 17 ianuarie 1945, după ce și-a finalizat marșul de probă în Trinidad. A trecut prin Canalul Panama pentru a se întâlni cu Flota Statelor Unite din Pacific în Pearl Harbor, unde a ajuns la 8 februarie. În timp ce staționa acolo, Secretarul Marinei James Forrestal a vizitat nava. La 3 martie, a părăsit Hawaii îndreptându-se spre Ulithi, unde a întâlnit-o pe sora ei Alaska la 13 martie. La scurt timp după aceea, Guam și restul Grupului de Sprijin 58, principala forță de luptă a Marinei SUA condusă de Amiralul Arthur W. Radford, s-au îndreptat spre un raid în insulele japoneze Kyushu și Shikoku. Grupul de Sprijin 58 a ajuns în Japonia la 18 martie și a fost atacat în scurt timp de avioane kamikaze și bombardiere japoneze. Guam a fost detașată din unitate pentru a escorta portavionul avariat Franklin înapoi în port, totul durând până la 22 martie.

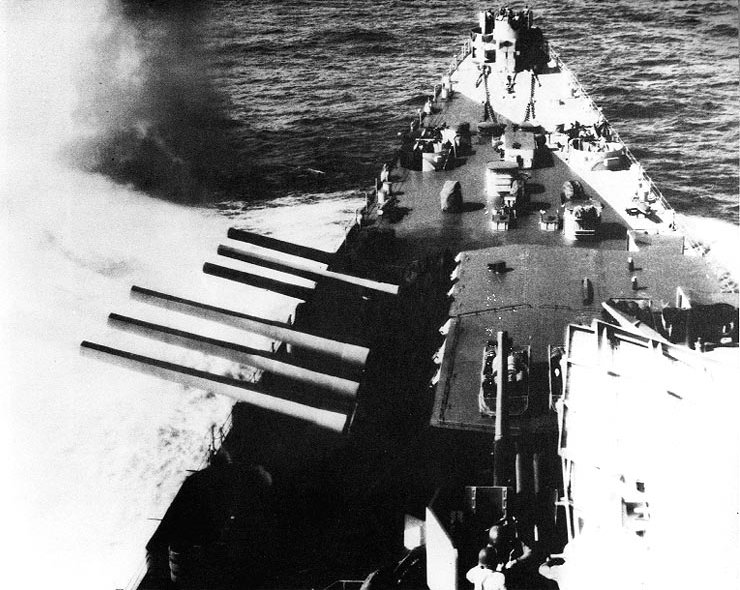
Bateria principală a lui Guam în timpul unui antrenament

În continuare, Guam s-a întors la Grupul de Sprijin 58, atribuit Diviziei de Crucișătoare 16, parte a Grupului de Luptă 58.4, îndreptându-se spre Okinawa. Pe noaptea de 27–28 martie, Guam și restul Diviziei de Crucișătoare 16 au bombardat aerodromul din Minamidaitō. După efectuarea bombardamentului, Guam s-a întors la sprijinirea portavioanelor în timp ce au condus operațiuni în Nansei Shoto până la 11 mai. Nava s-a îndreptat în continuare spre Ulithi pentru mentenanța regulată și pentru a se reaproviziona cu provizii și combustibil. După aceea, s-a întors la Okinawa, atribuită Grupului de Luptă 38.4 a celei de a Treia Flote condusă de William Halsey. A continuat să furnizeze protecție antiaeriană pentru portavioane în timp ce acestea lansau atacuri repetate asupra Kyushu. Guam și Alaska au bombardat Oki Daitō timp de o oră și jumătate pe 9 iunie, după care au plecat în San Pedro Bay în Golful Leyte, ajungând la 13 iunie.
După ce s-a întors la Okinawa în iulie, Guam a fost atribuită Grupului de Sprijin de Crucișătoare 95, unde a servit ca vas amiral, împreună cu sora ei Alaska, sub comanda Contraamiralului Francis S. Low. Pe 16 iulie, Guam și Alaska au organizat o operațiune de eliminare a navelor de transport japoneze în China de Est și în Marea Galbenă. Totuși, nu au avut un succes însemnat, și s-au întors la flotă pe 23 iulie. În continuare au luat parte la un raid major, care a inclus trei cuirasate de linie și trei portavioane de escortă, în estuarul râului Yangtze de lângă Shangai. Din nou, operațiunea nu a avut un succes considerabil, iar navele s-au întors la Okinawa la 7 august.
La scurt timp după întoarcerea în Okinawa, Guam a devenit vasul amiral a Forței Chinei de Nord, comandată din nou de Contraamiralul Low. Unitatea a fost însărcinată să ridice steagul în regiune, incluzând porturile din Tsingtao, Port Arthur, și Dalian. La 8 septembrie, Guam a intrat în Jinsen, Coreea, pentru a sprijini ocupația țării. A părăsit Jinsen la 14 noiembrie îndreptându-se spre San Francisco, cărând la bord un număr de soldați americani înapoi în SUA. A ajuns în port pe 3 decembrie și a plecat două zile mai târziu spre Bayonne, New Jersey, ajungând pe 17. A rămas acolo până când a fost scoasă din uz la 17 februarie 1947. În continuare a fost atribuită Flotei de Rezervă a Atlanticului, unde a rămas până când a fost scoasă din evidență la 1 iunie 1960. A fost vândută la 24 mai 1961 pentru 423 076 dolari americani Boston Metals Company (din engleză Compania de Metale din Boston) în Baltimore. A fost înmânată dezmembratorilor de nave la 10 iulie 1961. Guam a servit doar 29 de luni în serviciu activ. În cursul carierei ei, a obținut două stele de serviciu pentru acțiunile sale din cel de-al Doilea Război Mondial.

## Medalii
- Medalia Campaniei Americane (engleză American Campaign Medal)
- Medalia Campaniei din Asia-Pacific (engleză Asia-Pacific Campaign Medal) cu două stele de serviciu
- Medalia Victoriei celui de-al Doilea Război Mondial (engleză World War II Victory Medal)
- Medalia Ocupării Navale (engleză Naval Occupation Medal)
- Medalia Serviciului în China (engleză China Service Medal)

## Observații și note
Observații
1. ↑  L/50 se referă la raportul dintre lungimea țevii tunului și calibru. Țeava unui tun L/50 este de 50 de ori mai lungă decât diametrul său.

Note
1. ↑  Friedman, p. 301
2. ↑  Garzke & Dulin, p. 187
3. 1 2 3  Guam Arhivat în 7 decembrie 2010, la Wayback Machine. Naval History & Heritage Command. Accesat la 29 ianuarie 2014.
4. 1 2 3 4 5  Egan, p. 32
5. 1 2  Gardiner & Chesneau, p. 122
6. ↑  Egan, p. 36
7. ↑  Garzke & Dulin, p. 182
8. ↑  Friedman, p. 303
9. ↑  Friedman, p. 483
10. ↑  Swanborough & Bowers, p. 169
11. ↑  Egan, p. 30–32
12. ↑  Cressman, p. 339
13. ↑  Rohwer, p. 423
14. ↑  Egan, p. 33
15. ↑  Garzke & Dulin, p. 179